# Hellion (banda)
Hellion es una banda argentina de heavy metal proveniente de Buenos Aires que fue parte de la escena de heavy metal argentino de los 80s.
El grupo se formó en 1982, separándose en 1985 tras editar un álbum.
Se reformaron en 2013 con una diferente alineación.

## Historia

### Inicios
Al terminar, el Servicio Militar en 1981, Marcelo Michel ya contaba con cierta experiencia como guitarrista en distintas agrupaciones. Junto al baterista Ricardo "Ricky" Medina formarían la efímera agrupación Kill.
Tiempo después y amistad de por medio, se sumaría a la propuesta el bajista Néstor "Sunny" Tinaro.

En cuanto al cantante, realizarían una serie de audiciones en el transcurso de aquel 1981, las cuales se retomaban ya que se desarrollaban sin éxito. 
Fue así que conocen a Mario Ian, el cual se había presentado a la prueba como bajista y vocalista. 
Ya conformada la banda, es a partir del año '82 que pasarían a llamarse Hellion.

Por aquel entonces, el grupo contaba con su propio sitio de ensayos, la Sala de Barracas, célebre por la infinidad de músicos amigos que acudían para compartir los ensayos de la banda; algunos de ellos fueron Pappo, Walter Giardino, Saúl Blanch, Adrián Barilari, Ricardo Iorio o Gady Pampillón, entre otros.
Se da inicio a una etapa compositiva compartida, en la cual Mario Ian aporta las letras sobre los temas presentes y la banda los arreglos, generándose un período de intensos ensayos. Logran las primeras canciones: "Panzer", "Leyes", "Ojos de Chacal" y "Necesitamos Rock'n Roll". Estos temas serían plasmados en 1983 en el primer demo de la banda, grabado en los Estudios El Jardín, Buenos Aires, con la operación técnica de Mario Breuer y Gustavo Donés.

### 1984:Hellion
El álbum Hellion fue grabado con la operación técnica de Jorge "Mosquito" Garrido, en los Estudios Excalibur, que pertenecían a Sandro, y que años después se transformara en la Compañía grabadora y productora Excalibur Records. 

El ingreso a estudios fue en el mes de octubre de 1983, y grabar demandó un total de 138hs. La edición del álbum fue recién en julio de 1984, bajo el sello PAM S.R.L., obteniendo de manera vertiginosa un registro de ventas impensado, a partir del debut en vivo de la banda. Esta placa, fue reeditada en formato CD por el Sello Nems Enterprises en 1999 —con arte de tapa diferente— y por Evil Confrontation Records de Chile en el año 2014.

## Miembros
Última formación conocida
- Marcelo Michel - Guitarra (Attake)
- David Born - Voz (Almatica)
- Sergio Belizán - Bajo
- Ricardo "Ricky" Medina - Batería (Blindado)

Miembros anteriores
- Mario Ian - Voz (Alakran, Ian, Devenir, Rata Blanca)
- Néstor "Sunny" Tinaro - Bajo
- Julio César Rutigliano (Yulie Ruth) - Bajo (Alakran, Rata Blanca, Pappo's Blues)
- Javier Retamozo - Teclados (Walter Giardino Temple, Alakran, Mala Medicina, Rata Blanca, Ian(live))
- Javier Barrozo - Voz (Magnos, Walter Giardino Temple(live), Imperio, Cúspide, Viuda Negra, Lörihen)
- Jorge Cordeiro - Bajo (Blindado, Attake)

## Discografía
EP
- 1983 - "Demo"

Álbumes
- 1984 - "Hellion"